# جيري براون
ادموند جيرالد براون الابن (بالإنجليزية: Edmund Gerald "Jerry" Brown, Jr)‏ هو سياسي أمريكي ينتمي إلى الحزب الديموقراطي ولد ادموند جيرالد براون الابن في 7 نيسان 1938 في مدينة سان فرانسيسكو بولاية كاليفورنيا الأمريكية نال ادموند جيرالد براون الابن على درجة البكالوريوس في الأدب الكلاسيكي في سنة 1961 من جامعة كاليفورنيا في بيركلي ونال كذلك درجة الدكتوراه في القانون سنة 1964. شغل ادموند جيرالد براون الابن منصب سكرتير الدولة في ولاية كاليفورنيا ما بين عامي 1971 و1975 انتخب ادموند جيرالد براون الابن لمنصب حاكم ولاية كاليفورنيا في تشرين الثاني من سنة 1974 واستلم مهامه كحاكم على الولاية في كانون الثاني من سنة 1975 كما اعيد انتخابه لمنصب الحاكم في سنة 1978 واستمر ادموند جيرالد براون الابن بشغل منصب حاكم ولاية كاليفورنيا إلى سنة 1983 كما شغل ادموند جيرالد براون الابن لمنصب عمدة مدينة أوكلاند بولاية كاليفورنيا ما بين عامي 1998 و2007.

## نشأته وتعليمه ومهنته
وُلد براون في سان فرانسيسكو بولاية كاليفورنيا، وهو الابن الذكر الوحيد من أربعة أبناء لوكيل نيابة سان فرانسيسكو، ثم حاكم ولاية كاليفورنيا لاحقًا، بات براون، وزوجته بيرنيس لاين. كان والد براون ذا أصل أيرلندي ونصف ألماني. استقر جده الأكبر أوغست شوكمان، المهاجر الألماني، في كاليفورنيا في عام 1852 في أثناء حمى ذهب كاليفورنيا.
كان براون عضوًا في فيلق التلاميذ العسكريين في كاليفورنيا في مدرسة سانت إغناطيوس الثانوية، حيث تخرج عام 1955. في عام 1955، دخل براون جامعة سانتا كلارا لمدة عام، وتركها ليلتحق ببيت للمترهبنين اليسوعيين في لوس غاتوس، عازمًا على أن يصبح كاهنًا كاثوليكيًا. أقام براون هناك من أغسطس عام 1956 إلى يناير عام 1960 قبل الالتحاق بجامعة كاليفورنيا في بيركلي، حيث تخرج حاملًا درجة البكالوريوس في الدراسات الكلاسيكية في عام 1961. مع سداد رسوم التعليم التي دفعتها له مؤسسة لويس لوري، بما في ذلك منحة دراسية بقيمة 675 دولارًا في عام 1963، ذهب براون إلى كلية ييل للحقوق، وتخرج عام 1964 حاصلًا على بكالوريوس في القانون. بعد كلية الحقوق، عمل براون كاتب قانون لدى قاضي المحكمة العليا في كاليفورنيا ماثيو توبرينر.
بالعودة إلى كاليفورنيا، اجتاز براون اختبار نقابة المحامين في الولاية في محاولته الثانية. ثم استقر في لوس أنجلوس، وانضم إلى مكتب محاماة تاتل وتايلور. في عام 1969، ترشح براون لمجلس أمناء كلية مجتمع لوس أنجلوس الذي تأسس حديثًا آنذاك، والذي أشرف على كليات المجتمع في المدينة، واحتل المرتبة الأولى في مجال من 124 مقعد.

## وزير خارجية كاليفورنيا (1971–1975)
في عام 1970، انتُخب براون وزيرَ خارجية كاليفورنيا. احتج براون أمام المحكمة العليا في كاليفورنيا وربح قضايا ضد شركة ستاندرد أويل في كاليفورنيا، وشركة آي تي تي، وشركة جلف أويل، وشركة إكسون موبيل، بسبب انتهاكات قانون الانتخابات. بالإضافة إلى ذلك، أجبر المشرعين على الالتزام بقوانين الكشف عن الحملات الانتخابية. عمل براون أيضًا على صياغة قانون الإصلاح السياسي في كاليفورنيا لعام 1974، الاقتراح رقم 9، الذي وافق عليه 70% من المصوتين في كاليفورنيا في يونيو عام 1974. أُنشئت لجنة كاليفورنيا للممارسات السياسية العادلة ضمن أحكام أخرى.

## روابط خارجية
- جيري براون على موقع IMDb (الإنجليزية)
- جيري براون على موقع الموسوعة البريطانية (الإنجليزية)
- جيري براون على موقع مونزينجر (الألمانية)
- جيري براون على موقع إن إن دي بي (الإنجليزية)
- جيري براون على موقع قاعدة بيانات الفيلم (الإنجليزية)